# Thin Lizzy (album)
Thin Lizzy – pierwszy album irlandzkiej grupy hardrockowej Thin Lizzy, wydany 30 kwietnia 1971 przez wytwórnię Deram Records.

## Lista utworów
| 1.  | "The Friendly Ranger at Clontarf Castle" (Bell, Lynott) | 2:57  |
|     |                                                         |       |
| 2.  | "Honesty Is No Excuse" (Lynott)                         | 3:34  |
|     |                                                         |       |
| 3.  | "Diddy Levine" (Lynott)                                 | 3:52  |
|     |                                                         |       |
| 4.  | "Ray-Gun" (Bell)                                        | 2:58  |
|     |                                                         |       |
| 5.  | "Look What the Wind Blew In" (Lynott)                   | 3:16  |
|     |                                                         |       |
| 6.  | "Éire" (Lynott)                                         | 2:04  |
|     |                                                         |       |
| 7.  | "Return of the Farmer's Son" (Downey, Lynott)           | 4:05  |
|     |                                                         |       |
| 8.  | "Clifton Grange Hotel" (Lynott)                         | 2:22  |
|     |                                                         |       |
| 9.  | "Saga of the Ageing Orphan" (Lynott)                    | 3:39  |
|     |                                                         |       |
| 10. | "Remembering, Pt. 1" (Lynott)                           | 5:57  |
|     |                                                         |       |
|     |                                                         | 34:44 |
|     |                                                         |       |

## Twórcy
- Eric Bell – gitara
- Brian Downey – perkusja
- Phil Lynott – gitara basowa, śpiew, gitara akustyczna